# Мисливець (фільм, 2010)
«Мисливець» (рос. Охотник) — кінофільм режисера Бакура Бакурадзе, що вийшов на екрани в 2011 році.

## Зміст
Іван Дунаєв — людина будівнича, він механізм, який запускає навколо себе всі життєві процеси. Його можна назвати героєм, але його героїзм — не у скоєнні подвигу, і не в принесенні себе у жертву, а у щоденній, монотонній діяльності протягом усього життя. Водночас — це фільм про чоловічу любов — до землі, до сина, до доньки, до жінки. Він про скрутний вибір свого шляху й розуміння обов'язку — перед землею, країною, перед всіма попередніми поколіннями.

## Ролі
| Актор             | Роль |
| ----------------- | ---- |
| Михайло Барскович | -    |
| Оксана Семенова   | -    |
| Сергій Долгошейн  | -    |
| Тетяна Шаповалова | -    |
| Гера Авдоченок    | -    |
| Володимир Дегілев | -    |

## Знімальна група
- Режисер — Бакур Бакурадзе
- Сценарист — Бакур Бакурадзе, Ілля Малахов
- Продюсер — Сергій Сельянов, Юлія Мішкінене, Арчіл Геловані